# لوسیو گوتیرز
لوسیو ادوین گوتیرز بوربوآ (متولد ۲۳ مارس ۱۹۵۷) سیاستمدار و افسر نظامی سابق اهل اکوادور است که از سال ۲۰۰۳ تا زمان استیضاحش در سال ۲۰۰۵ به عنوان چهل و سومین رئیس جمهور اکوادور خدمت کرد. در سال ۲۰۲۳، او به مجلس ملی انتخاب شد .

## زندگینامه

### اوایل زندگی
لوسیو گوتیرز، با نام کامل لوسیو ادوین گوتیرز بوربوا، (متولد ۲۳ مارس ۱۹۵۷، کیتو، اکوادور)، سرهنگ ارتش و سیاستمدار اکوادوری که به عنوان رئیس جمهور اکوادور (۲۰۰۳–۲۰۰۵) خدمت کرد. گوتیه‌رز در تنا، شهری در حوضه آمازون، بزرگ شد. او پسر یک فروشنده دوره‌گرد بود و قبل از انتقال به یک کالج نظامی در ۱۵ سالگی، دوران ابتدایی و متوسطه را در تنا گذراند. گوتیه‌رز پس از کسب افتخارات علمی و ورزشی، به عنوان مهندس عمران از مدرسه پلی‌تکنیک ارتش فارغ‌التحصیل شد. او بعداً در برزیل و ایالات متحده تحصیل کرد.
گوتیرز به طور پیوسته درجات نظامی را طی کرد. در سال‌های ۱۹۹۰ تا ۱۹۹۲، او در هیئت ناظران سازمان ملل متحد در نیکاراگوئه خدمت کرد. در جوانی، علاقه کمی به سیاست نشان می‌داد، اما در دهه ۱۹۹۰ با هموطنان اکوادوری خود که به طور فزاینده‌ای از فساد و فقر ناامید شده بودند، همدردی می‌کرد. در سال ۱۹۹۷، به عنوان دستیار رئیس جمهور عبدالله بوکارم اورتیز، از دستور استفاده از زور علیه جمعیتی که در خارج از کاخ ریاست جمهوری تجمع کرده بودند، خودداری کرد. بوکارم از کاخ فرار کرد و بعداً توسط کنگره ملی از سمت خود برکنار شد. در سال ۱۹۹۹، گوتیرز بارها عملکرد دولت را زیر سوال برد و در یک مراسم عمومی در ماه دسامبر، به طور کنایه‌آمیزی از دست دادن با رئیس جمهور جمیل ماهواد ویت خودداری کرد.

### حرفه نظامی
گوتیِرِز در ۲۳ مارس ۱۹۵۷ در شهر کیتو متولد شد. اگرچه دارای مدرک مهندسی عمران، مدیریت و تربیت بدنی بود، اما در ارتش اکوادور مشغول به کار شد و در آنجا به درجه سرهنگی رسید و سپس در کودتا علیه دولت شرکت کرد.
در ژانویه ۲۰۰۰، هزاران اکوادوری با اصالت سرخپوست آندی در پایتخت کیتو تجمع کردند تا به فساد در دولت و سیاست‌های اقتصادی اعتراض کنند. گوتیِرِز که دستور داشت تظاهرات را متفرق کند، در عوض به معترضان غذا داد، به آنها اجازه داد ساختمان کنگره کشور را اشغال کنند و به رهبر هند، آنتونیو وارگاس، و یک قاضی، کارلوس سولورزانو، در «اعلام دولت نجات ملی» پیوست.
کودتا زیاد دوام نیاورد و دولت قبلی به قدرت بازگشت، اما با رئیس جمهور جدیدی که جایگزین سلف بی‌اعتبار شده بود. گوتیِرِز و دیگر حامیان کودتا به مدت شش ماه زندانی و از ارتش اخراج شدند.
همانند بسیاری از نظامیان دیگر که در کشورهای آمریکای لاتین وارد سیاست شده‌اند، اولین تجربیات گوتیرز در یک گردهمایی عمومی به دوره‌ای از ناآرامی‌های سیاسی و اجتماعی برمی‌گردد. بومیان و فقرای اکوادور زمانی که دولت جمیل ماهواد تصمیم گرفت دلار آمریکا را به عنوان پول ملی در سال 2000 اتخاذ کند، اعتراضات گسترده‌ای را به راه انداختند. گوتیرز از دستور دولت برای سرکوب معترضان سرپیچی کرد و در عوض، به همراه افسران دیگر و نیروهایشان، به جنبش برکناری رئیس جمهور ماهواد پیوست. چند روز بعد، کنگره اکوادور رئیس جمهور را برکنار کرد و معاون رئیس جمهور کرسی ریاست جمهوری را به دست گرفت.

## ظهور سیاسی
گوتیرز در جریان کودتای سال ۲۰۰۰ اکوادور که منجر به برکناری سه ساعته رئیس جمهور جمیل ماهواد و کناره‌گیری او از قدرت شد، پس از تظاهرات هزاران بومی اکوادور در کیتو در اعتراض به حمایت دولت ماهواد از سیاست‌های اقتصادی نئولیبرال ، به ویژه طرح‌های پیشنهادی دلاری‌سازی، در کانون توجه ملی قرار گرفت. سرهنگ گوتیرز و ارتش به جای دستور متفرق کردن معترضان، کنار ایستادند و اجازه دادند آنها پارلمان ملی را به دست بگیرند .
تحت فشار ایالات متحده و عدم حمایت جنبش بومیان، شورای نظامی توسط ژنرال کارلوس مندوزا منحل شد و کنگره، معاون رئیس جمهور وقت، گوستاوو نوبوآ، را به عنوان رئیس جمهور کشور منصوب کرد. نیروهای مسلح، گوتیرز را به مدت شش ماه زندانی کردند، اما او از زندان آزاد شد و با وجود اینکه مستقیماً در این ماجرا شرکت داشت، تحت پیگرد قانونی قرار نگرفت.
پیش از کودتای سال ۲۰۰۰، گوتیرز دستیار رئیس جمهور سابق ، عبدالا بوکارم و فابیان آلارکون ، بود . او ادعا کرد که در جریان تظاهراتی که در فوریه ۱۹۹۷ منجر به برکناری بوکارم شد، او نیز از دستورات حفاظت از کاخ کاروندلت سرپیچی کرده و بوکارم چاره‌ای جز ترک آنجا نداشته است.

## ریاست جمهوری (۲۰۰۳–۲۰۰۵)
گوتیرز در سال ۲۰۰۲ به عنوان نامزد حزب جامعه میهن‌پرستان ۲۱ ژانویه (PSP)، که به نام تاریخ اعتراضات سال ۲۰۰۰ نامگذاری شده است، و جنبش پاچاکوتیک ، با شعار مبارزه با فساد و لغو اصلاحات اقتصادی نئولیبرال، برای ریاست جمهوری نامزد شد. او در دور دوم، آلوارو نوبوآ ، غول موز و ثروتمندترین مرد اکوادور ، را با ۵۵ درصد آرای مردمی، از طریق همکاری با احزاب چپ‌گرا و جنبش بومیان، به ترتیب جنبش دموکراتیک خلق (Movimiento Popular Democratico/MPD) و پاچاکوتیک، شکست داد.
گوتیرز با حمایت از منطقه تجارت آزاد قاره آمریکا (FTAA) و حفظ وضع موجود در مسائل اقتصادی، بسیاری از هواداران خود را از خود دور کرد . پس از سه ماه از حکومت، گوتیرز اتحاد خود را با احزاب چپ‌گرا شکست و با حزب سوسیال مسیحی (Partido Social Cristiano/PSC) به توافق رسید و سیاست‌های اقتصادی اسلاف خود را ادامه داد و پیوندهای خود را با ایالات متحده افزایش داد. دولت با اتهامات مکرر فساد و خویشاوندسالاری مواجه شد . پس از دو سال، گوتیرز توافق با PSC را نقض کرد و دولت را از نظر سیاسی بیش از پیش تضعیف کرد.
در نوامبر ۲۰۰۴، هواداران چپ‌گرای سابق او به حزب محافظه‌کار PSC پیوستند و تلاشی را برای استیضاح او به اتهامات مختلف آغاز کردند. گوتیرز توسط PSC به دلیل استفاده از بودجه، منابع و اموال عمومی به نفع نامزدهای حزب سوسیالیست در انتخابات ۲۰۰۴، و توسط چپ دموکراتیک (اکوادور) (Izquierda Democrática/ID)، MPD و پاچاکوتیک به دلیل به خطر انداختن امنیت کشور به دلیل تحریک مردم به آتش زدن دادگاه‌ها، به اختلاس متهم شد. روند استیضاح زمانی متوقف شد که دو قانونگذار از خطوط حزبی خارج شدند و اکثریت (۵۱) رأی برای ادامه روند به دست نیامد.
در دسامبر ۲۰۰۴، گوتیرز ادعا کرد که دیوان عالی دادگستری به نفع حزب سوسیالیست-جنبش مردمی (PSC) جانبدارانه عمل می‌کند. حزب سیاسی او، حزب سوسیالیست-جنبش مردمی (PSP)، به همراه حزب نوسازی نهادی اقدام ملی (Partido Renovador Institucional de Acción Nacional/PRIAN) به رهبری آلوارو نوبوآ ، حزب رولدوزیست اکوادور (Partido Roldosista Ecuatoriano/PRE) به رهبری عبدالا بوکارام ، مستقل‌ها و MPD، در کنگره به سازماندهی مجدد دیوان عالی دادگستری از طریق قطعنامه اکثریت رأی دادند. مخالفان او تأکید کردند که قانون اساسی به قوه قضائیه استقلال می‌دهد و به کنگره اجازه نمی‌دهد با برکناری یا نامزدی قضات در قوه قضائیه دخالت کند. قضات با هدف آشکار لغو اتهامات کیفری علیه رئیس جمهور سابق، عبدالا بوکارام ، که به چندین اقدام فساد در دوران ریاست جمهوری خود متهم شده بود و منجر به تبعید او به پاناما از سال ۱۹۹۷ تا آوریل ۲۰۰۵ شد، توسط متحدان احزاب سیاسی PRE، PRIAN و PSP جایگزین شدند.

### بحران
نوشتار اصلی: انقلاب اکوادور ۲۰۰۵
در 15 آوریل 2005، در بحبوحه بحران سیاسی فزاینده و اعتراضات در شهر کیتو علیه دولت، رئیس جمهور گوتیرز در کیتو وضعیت اضطراری اعلام کرد و دیوان عالی دادگستری تازه منصوب شده را لغو کرد. این یک اقدام بحث برانگیز بود که واکنش‌های متناقضی را برانگیخت و توسط تحلیلگران به عنوان یک عمل دیکتاتوری تلقی شد. وضعیت اضطراری در 16 آوریل لغو شد، زیرا شهروندان و ژنرال آگواس از ارتش از وضعیت اضطراری سرپیچی کردند و از اجرای آن خودداری کردند و انتظار می‌رفت کنگره اکوادور جلسه‌ای برای تصمیم‌گیری در مورد تصویب یا رد حکم دیوان عالی برگزار کند.
در ۲۰ آوریل ۲۰۰۵، پس از یک هفته تظاهرات گسترده، کنگره اکوادور (که در یک جلسه ویژه در یک ساختمان خصوصی، CIESPAL، فقط با حضور نمایندگان مخالف تشکیل جلسه داد)، به این دلیل که گوتیرز وظایف قانونی خود را رها کرده است، با ۶۰ رأی موافق در مقابل ۲ رأی مخالف (۳۸ عضو، از جمله اکثریت قریب به اتفاق نمایندگان PRE/PRIAN/PSP، رأی ندادند) گوتیرز را از سمت خود برکنار و آلفدو پالاسیو گونزالس، معاون رئیس جمهور ، را به عنوان رئیس جمهور منصوب کرد. در همان زمان، فرماندهی مشترک نیروهای مسلح اکوادور (Comando Conjunto de las Fuerzas Armadas) علناً اعلام کرد که حمایت خود را از گوتیرز که چاره‌ای جز ترک کاخ ریاست جمهوری با هلیکوپتر نداشت، پس می‌گیرد. او پس از آنکه تلاشش برای ترک شهر با هواپیما در فرودگاه بین‌المللی کیتو توسط صدها معترض خشمگین که امنیت فرودگاه را نقض کرده و باند فرودگاه را مسدود کرده بودند، خنثی شد ، در خانه سفیر برزیل در شمال کیتو پناهندگی سیاسی گرفت .

### رتبه‌بندی تأیید
گوتیِرِز ریاست جمهوری خود را با میزان محبوبیت 64 درصد آغاز کرد. طبق نظرسنجی CEDATOS، گوتیِرِز با میزان محبوبیت 32 درصد از سمت خود کناره‌گیری کرد.

## پس از ریاست جمهوری
برزیل به گوتیرز پناهندگی پیشنهاد داد و انتقال هوایی او را از اکوادور ترتیب داد.  او در 24 آوریل 2005 از طریق ریو برانکو وارد شد. او پناهندگی خود را لغو کرد و سپس به پرو و ایالات متحده رفت. در ماه سپتامبر گزارش شد که او به دنبال پناهندگی سیاسی در کلمبیا است . این درخواست در 4 اکتبر ارائه شد، اما در 13 اکتبر توسط گوتیرز رد شد. سپس در 15 اکتبر داوطلبانه به اکوادور بازگشت و قول داد که "از تمام ابزارهای قانونی و اساسی برای بازپس گیری قدرت استفاده کند." او پس از ورود با یک هواپیمای چارتر SARPA به همراه برادرش، گیلمار گوتیرز، همرزمش، فاوستو کوبو، و برخی از همدستان، در فرودگاه بین المللی الوی آلفارو  در مانتا دستگیر شد.  او به زندانی در کیتو منتقل شد و به اتهام تلاش برای براندازی امنیت داخلی اکوادور با اعلام مکرر به رسانه‌های بین‌المللی مبنی بر اینکه همچنان رئیس جمهور قانونی جمهوری اکوادور است، در یک سلول با حداکثر امنیت زندانی شد.
در ۳ مارس ۲۰۰۶، یک قاضی در اکوادور اتهامات علیه گوتیرز را رد کرد. یک توافق سیاسی بسیار بدنام بین گوتیرز و حزب سوسیالیست اکوادور (PSC) حاصل شد. گوتیرز و معاونان حزب سوسیالیست اکوادور (PSP) برای به دست آوردن اکثریت آرا جهت کنترل دادگاه قانون اساسی کشور، از حزب سوسیالیست اکوادور (PSC) حمایت کردند. گوتیرز پس از آزادی، از مردم اکوادور به خاطر حمایتشان تشکر کرد و قول داد که در انتخابات ریاست جمهوری اکتبر شرکت کرده و پیروز شود.
در ۱۵ اکتبر ۲۰۰۶، حزب سوسیالیست او، به رهبری گیلمار گوتیرز، با حمایت اقشار محروم اقتصادی، کشاورزان بی‌زمین و جمعیت بومی، با ۱۷٪ از کل آرا در انتخابات ملی مقام سوم را کسب کرد.
در انتخابات ریاست جمهوری ۲۰۰۹ ، لوسیو گوتیرز تحت پرچم حزب سوسیالیست اکوادور (PSP) برای ریاست جمهوری نامزد شد . در انتخابات ریاست جمهوری که در ۲۶ آوریل برگزار شد، او با ۲۶.۸ درصد آرا در جایگاه دوم قرار گرفت و از رافائل کورئا شکست خورد . لوسیو گوتیرز با وجود اینکه تمام نظرسنجی‌های انجام شده قبل از روز انتخابات به نفع رافائل کورئا بود و حتی زمانی که ناظران بین‌المللی از اتحادیه اروپا شفافیت کامل روند انتخابات را اعلام کردند، تقلب در انتخابات را اعلام کرد.
او دوباره در سال ۲۰۲۱ برای ریاست جمهوری کاندید شد و ۱.۸ درصد آرا را به دست آورد.

## پس از انتخابات
تقریباً همه هواداران لوسیو گوتیرز در منطقه آمازون ، جایی که او متولد شده است، هستند. این رابطه توسط حزب سیاسی او برای جلب حمایت ساکنان این مناطق دورافتاده مورد استفاده قرار گرفته است. گوتیرز گفته است که یک کابینه موازی با کابینه رئیس جمهور رافائل کورئا تشکیل خواهد داد تا اگر «مردم به او فرصت دهند، او یک کابینه باتجربه داشته باشد.» 

### کودتای نافرجام
نوشتار اصلی: بحران اکوادور ۲۰۱۰
گفته می‌شود که او شورش پلیس علیه کورئا در سال ۲۰۱۰ را تحریک کرده است. او با قاطعیت این اتهامات را رد کرده و مدعی شده است که در واشنگتن دی سی در مراسمی در کالج دفاعی بین آمریکایی (که فارغ‌التحصیل آن است) شرکت کرده، سپس برای شرکت در کنفرانسی در مورد سوسیالیسم قرن بیست و یکم به میامی سفر کرده و در نهایت به عنوان ناظر در انتخابات ریاست جمهوری برزیل حضور داشته است . او همچنین اظهار داشته است که کل این رویداد ساختگی بوده است. 
کمیسیون ویژه‌ای که توسط کورئا در سال ۲۰۱۳ برای بررسی این وقایع تشکیل شد، ادعا کرده است که او و حزبش به همراه برادران فراری ایسایاس (مالکان سابق فیلانبانکو که پس از فرار در جریان بحران بانکی ۱۹۹۸-۱۹۹۹ در میامی ساکن هستند )، ماریو پازمینو، رئیس سابق اطلاعات (که توسط کورئا به همکاری با سیا و دست داشتن در حمله کلمبیا به خاک اکوادور در سال ۲۰۰۸ که منجر به کشته شدن رائول ریس، رهبر فارک و ایجاد بحران منطقه‌ای شد، متهم شده است ) و همچنین دیگران، توطئه کرده‌اند. 